# Festival internazionale del film di Roma 2010
La 5ª edizione del Festival internazionale del film di Roma ha avuto luogo a Roma dal 28 ottobre al 5 novembre 2010.
Il programma è stato presentato nella conferenza stampa del 7 ottobre 2010.
Il premio Marc'Aurelio d'oro per il miglior film è stato assegnato dalla giuria internazionale a Kill Me Please di Olias Barco, e dal pubblico a In un mondo migliore di Susanne Bier.

## Giurie

### Selezione ufficiale
Il 21 settembre 2010 è stata comunicata la composizione della Giuria internazionale:
- Sergio Castellitto (attore e regista, Italia) – Presidente
- Natalia Aspesi (giornalista e scrittrice, Italia)
- Ulu Grosbard (regista, Stati Uniti d'America/Belgio)
- Patrick McGrath (scrittore, Regno Unito)
- Edgar Reitz (regista, Germania)
- Ol'ga L'vovna Sviblova (direttrice del Museo di arte multimediale di Mosca, Russia)

## Selezione ufficiale

### Concorso
- Dog Sweat di Hossein Keshavarz (Iran)
- Five Day Shelter di Ger Leonard (Irlanda)
- Gangor di Italo Spinelli (Italia/India)
- I fiori di Kirkuk (Golakani Kirkuk) di Fariborz Kamkari (Iraq/Italia)
- In un mondo migliore (Hævnen) di Susanne Bier (Danimarca/Svezia)
- Io sono con te di Guido Chiesa (Italia)
- Kill Me Please di Olias Barco (Francia/Belgio)
- La scuola è finita di Valerio Jalongo (Italia/Svizzera)
- Las buenas hierbas di María Novaro (Messico)
- Last Night di Massy Tadjedin (Stati Uniti d'America/Francia)
- Little Sparrows di Yu-Hsiu Camille Chen (Australia)
- Oranges and Sunshine di Jim Loach (Gran Bretagna/Australia)
- Poll di Chris Kraus (Germania/Austria/Estonia)
- Rabbit Hole di John Cameron Mitchell (Stati Uniti d'America)
- The Back di Liu Bingjian (Francia/Hong Kong)
- Una vita tranquilla di Claudio Cupellini (Italia/Francia/Germania)

### Fuori concorso
- Animal Kingdom di David Michôd (Australia)
- Boardwalk Empire - L'impero del crimine di Martin Scorsese (Stati Uniti d'America) (Episodio pilota)
- Crime d'amour di Alain Corneau (Francia)
- I ragazzi stanno bene (The Kids Are All Right) di Lisa Cholodenko (Stati Uniti d'America)
- Il padre e lo straniero di Ricky Tognazzi (Italia)
- L'Homme qui voulait vivre sa vie di Éric Lartigau (Francia)
- Piccole bugie tra amici (Les Petits mouchoirs) di Guillaume Canet (Francia)
- Blood Story (Let Me In) di Matt Reeves (Gran Bretagna/Stati Uniti d'America)
- Arrietty - Il mondo segreto sotto il pavimento (Karigurashi no Arrietty) di Hiromasa Yonebayashi (Giappone)
- The Incite Mill di Hideo Nakata (Giappone)
- We Want Sex (Made in Dagenham) di Nigel Cole (Gran Bretagna)

### Eventi speciali
- Bhutto di Duane Baughman e Johnny O'Hara (Stati Uniti d'America/Pakistan/Gran Bretagna) - documentario
- Carlos di Olivier Assayas (Francia/Germania)
- Chimères absentes di Fanny Ardant (Italia) - cortometraggio
- Crisi di classe di Giovanni Pedone (Stati Uniti d'America)
- Dylan Dog - Il film (Dylan Dog: Dead of Night) di Kevin Munroe (Stati Uniti d'America) (Anteprima mondiale di 20 minuti)
- Francesco Nuti... e vengo da lontano di Mario Canale (Italia) - documentario
- Inge Film di Luca Scarzella (Italia) - documentario
- La scomparsa di Patò di Rocco Mortelliti (Italia)
- Le cose che restano di Gianluca Maria Tavarelli (Italia)
- Il mio nome è Khan (My Name Is Khan) di Karan Johar (India)
- The Social Network di David Fincher (Stati Uniti d'America)
- Crisi di classe di Giovanni Pedone (Stati Uniti d'America) - documentario

### Omaggi
- Ritratto di mio padre di Maria Sole Tognazzi (Italia) - documentario
- Perfect Blue di Satoshi Kon (Giappone, 1997) - animazione
- Rashomon di Akira Kurosawa (Giappone, 1950)

### L'altro Cinema - Extra

#### Documentari - In concorso
- The Canal Street Madam di Cameron Yates (Stati Uniti d'America)
- Ce n'est qu'un début di Pierre Barougier e Jean-Pierre Pozzi (Francia)
- Il colore del vento di Bruno Bigoni (Italia)
- Diol Kadd - Vita, diari e riprese in un villaggio del Senegal di Gianni Celati (Italia)
- Facing Genocide: Khieu Samphan and Pol Pot di David Aronowitsch e Staffan Lindberg (Svezia/Norvegia)
- A Mao e a Luva di Roberto Orazi (Italia)
- Mother of Rock: Lillian Roxon di Paul Clarke (Australia)
- The Promise: The Making of Darkness on the Edge of Town di Thom Zimny (Stati Uniti d'America)
- Rainmakers di Floris-Jan van Luyn (Paesi Bassi)
- Vuelve a la vida di Carlos Hagerman (Messico)
- The Woodmans di Scott Willis (Stati Uniti d'America/Cina/Italia)
- Yoyochu in the Land of the Rising Sex di Masato Ishioka (Giappone)

#### Documentari - Fuori concorso
- GasLand di Josh Fox (Stati Uniti d'America)
- Inside Job di Charles Ferguson (Stati Uniti d'America)
- The People vs. George Lucas di Alexandre O. Philippe (Stati Uniti d'America/Gran Bretagna)
- Yves Saint Laurent, l'amour fou di Pierre Thoretton (Francia)

#### Lungometraggi - Fuori concorso
- Ad ogni costo di Davide Alfonsi e Denis Malagnino (Italia)
- Ladri di cadaveri - Burke & Hare (Burke & Hare) di John Landis (Gran Bretagna)
- Le sentiment de la chair di Roberto Garzelli (Francia)
- Minus by Minus di Hajime Izuki (Giappone)
- My Heart Beats di Eunhee Huh (Corea del Sud)
- Che fine ha fatto Pete Smalls? (Pete Smalls Is Dead) di Alexandre Rockwell (Stati Uniti d'America)
- Proie di Antoine Blossier (Francia)
- Solo per una notte (The Freebie) di Katie Aselton (Stati Uniti d'America)

## Alice nella città

### Concorso
- Adem di Hans Van Nuffel (Belgio)
- Le migliori cose del mondo (As melhores coisas do mundo) di Laís Bodanzky (Brasile)
- Héroes di Pau Freixas (Spagna)
- Hold om mig di Kaspar Munk (Danimarca)
- I Want to Be a Soldier di Christian Molina (Italia)
- L'estate di Martino di Massimo Natale (Italia)
- Leila di Audrey Estrougo (Francia)
- Los Colores de la Montaña di Carlos César Arbelaez (Colombia)
- Lou di Belinda Chayko (Australia)
- So che ci sei (Matching Jack) di Nadia Tass (Australia)
- My Brothers di Paul Fraser (Irlanda)
- Quartier Lointain di Sam Garbarski (Belgio/Francia)
- The Runway di Ian Power (Irlanda/Lussemburgo)
- Tête de Turc di Pascal Elbé (Francia)

### Alice e la scuola
- Asse mediano di Michele Mossa (Italia)
- Un sasso nello stagno di Felice Cappa (Italia)
- Waiting for Superman di Davis Guggenheim (Stati Uniti d'America)

### Fuori concorso
- Tron: Legacy di Joseph Kosinski (Stati Uniti d'America)
- Winx Club 3D - Magica avventura di Iginio Straffi (Italia)

## Occhio sul Mondo
La sezione Occhio sul Mondo si compone di una vetrina dedicata al cinema giapponese e di una retrospettiva dello Studio Ghibli, famoso per la realizzazione di film d'animazione.

### Vetrina
- Autumn Adagio di Tsuki Inoue (Giappone, 2009)
- Box - The Hakamada Case di Banmei Takahashi (Giappone, 2010)
- Sakuran di Mika Ninagawa (Giappone, 2007)
- Toilet di Naoko Ogigami (Giappone, 2010) - Evento speciale di chiusura

### Retrospettiva Studio Ghibli
- Hayao Miyazaki e il Museo d'arte Ghibli di Isao Takahata (Giappone, 2005) - documentario
- Kiki - Consegne a domicilio di Hayao Miyazaki (Giappone, 1989)
- La città incantata di Hayao Miyazaki (Giappone, 2001)
- Nausicaä della Valle del vento di Hayao Miyazaki (Giappone, 1984)
- Only Yesterday di Isao Takahata (Giappone, 1991)
- Pom Poko di Isao Takahata (Giappone, 1994)
- Porco Rosso di Hayao Miyazaki (Francia/Giappone, 1992)
- Princess Mononoke di Hayao Miyazaki (Giappone, 1997)
- The Story of Yanagawa's Canals di Isao Takahata (Giappone, 1987)
- I sospiri del mio cuore di Yoshifumi Kondō (Giappone, 1995)
- Yasuo Otsuka's Joy of Animating di Toshiro Uratani (Giappone, 2004) - documentario

## La dolce vita
In occasione del cinquantesimo anniversario dell'uscita de La dolce vita di Fellini il 30 ottobre 2010 è stato presentato in anteprima mondiale il restauro digitale della pellicola, in presenza del regista statunitense Martin Scorsese. Il restauro, a cura della Cineteca di Bologna, è avvenuto presso il laboratorio L'Immagine Ritrovata in associazione con The Film Foundation, Centro Sperimentale di Cinematografia - Cineteca Nazionale, Pathé, Fondation Jérôme Seydoux-Pathé, Mediaset, Medusa Film, Paramount Pictures e Cinecittà Luce e con il sostegno di Gucci.
- La dolce vita di Federico Fellini (Italia, 1960)
- Dolce vita mambo di Antonello Sarno (Itlia, 2010)

### Le notti pazze de La dolce vita
Retrospettiva, realizzata dalla Cineteca Nazionale, che proponeva una riflessione sui film che hanno anticipato le atmosfere del capolavoro felliniano, che fotografava il doppio volto della borghesia, sui film che hanno cavalcato l'onda del successo felliniano o ne hanno colto gli effetti nel costume dell'epoca  e sui film che hanno decretato la fine di un’epoca.
- Le infedeli di Mario Monicelli e Steno (Italia, 1953)
- Il viale della speranza di Dino Risi (1953)
- La donna del giorno di Francesco Maselli (1956)
- Un amore a Roma di Dino Risi (Italia, Francia, 1960)
- Il principe fusto di Maurizio Arena (Italia, 1960)
- Risate di gioia, regia di Mario Monicelli (Italia, 1960)
- Via Margutta, di Mario Camerini (Italia, 1960)
- Divorzio all'italiana di Pietro Germi (Italia, 1961)
- La notte di Michelangelo Antonioni (Italia, Francia, 1961)
- Totò, Peppino e... la dolce vita, regia di Sergio Corbucci (Italia, 1961)
- Una vita difficile, regia di Dino Risi (Italia, 1961)
- La cuccagna di Luciano Salce (Italia, 1962)
- Gli arcangeli di Enzo Battaglia (Italia, 1963)
- Io la conoscevo bene, regia di Antonio Pietrangeli (Italia, Francia, Germania Ovest, 1965)
- Io, io, io... e gli altri di Alessandro Blasetti (Italia, 1966)
- La notte pazza del conigliaccio, regia di Alfredo Angeli (Italia, 1967)
- Toby Dammit di Federico Fellini, episodio di Tre passi nel delirio (Italia, Francia, 1967)
- Necropolis di Franco Brocani (Italia, 1970)
- Roma bene di Carlo Lizzani (Italia, Francia, Germania Ovest, 1971)
- Ingrid sulla strada di Brunello Rondi (Italia 1973)
- I prosseneti di Brunello Rondi (Italia, 1976)
- Molto di più di Mario Lenzi (Italia, 1980)
- Night Club di Sergio Corbucci (Italia, 1989)
- Paparazzi di Neri Parenti (Italia, 1998)

## Premi

### Premi principali
Il 5 novembre si è svolta la cerimonia di consegna dei premi.
- Premio Marc'Aurelio d'Oro della Giuria al miglior film: Kill Me Please di Olias Barco
- Premio Marc'Aurelio d'Oro del pubblico al miglior film: In un mondo migliore (Hævnen) di Susanne Bier
- Premio Speciale della Giuria Marc'Aurelio: Poll di Chris Kraus
- Premio Marc'Aurelio d'Argento della Giuria alla migliore attrice: tutto il cast femminile di Las buenas hierbas
- Premio Marc'Aurelio d'Argento della Giuria al migliore attore: Toni Servillo per Una vita tranquilla
- Gran Premio della Giuria Marc'Aurelio d'Argento: In un mondo migliore (Hævnen) di Susanne Bier
- Targa Speciale del Presidente della Repubblica Italiana al film che meglio metterà in rilievo i valori umani e sociali: Dog Sweat di Hossein Keshavarz
- Premio Marc'Aurelio Esordienti: Kaspar Munk per Hold Om Mig
- Premio Marc'Aurelio alla memoria: Suso Cecchi D'Amico
- Premio Marc'Aurelio all'attore: Julianne Moore

### Premi Alice nella città
- Premio Marc'Aurelio d'Argento Alice nella città (sopra i 12 anni): Adem di Hans Van Nuffel
- Premio Marc'Aurelio d'Argento Alice nella città (sotto i 12 anni): I Want to Be a Soldier di Christian Molina

### Premi L'Altro Cinema | Extra
- Premio Marc'Aurelio d'argento al miglior documentario per la Sezione L'Altro Cinema | Extra: De Regenmakers di Floris-Jan Van Luyn

### Premi collaterali
- Premio Libera associazione rappresentanti di artisti (L.A.R.A.) al miglior interprete italiano: Francesco Di Leva per Una vita tranquilla
- Premio Enel Cuore al miglior documentario sociale (sezione L'Altro Cinema | Extra): Diol Kadd - Vita, diari e riprese in un villaggio del Senegal di Gianni Celati
- Premio Farfalla d'oro - Agiscuola: Kill Me Please di Olias Barco
- Premio Focus Europe al Miglior Progetto Europeo: Versione del regista di Nader Takmil Homayoun
- Eurimages Co-Production Development Award: Chaika di Miguel Ángel Jiménez
- Premio Selezione [CINEMA.DOC] al Miglior documentario italiano: Le radici e le ali di Claudio Camarca e Maria Rita Parsi
- Premio Politeama Catanzaro - Istituto Poligrafico e Zecca dello Stato. La Grande Musica per il Cinema: Annette Focks per Poll
- Premio HAG - Pleasure Moments: The Promise: The Making of Darkness on the Edge of Town di Thom Zimny
- Premio Lancia Musa e Diva: Micaela Ramazzotti e Cristiana Capotondi
- Premio WWF per la biodiversità: De Regenmakers di Floris-Jan Van Luyn
- 3 Social Movie Star Award: Fabrizio Gifuni

## Pubblicazioni
- 5º Festival internazionale del Film di Roma (PDF), Roma, Cinema. Festival internazionale del Film di Roma, 2010.